# Joe Kayser
Joe Kayser (* 14. September 1891 in St. Louis, Missouri; † 3. Oktober 1981 in Evanston, Illinois) war ein US-amerikanischer Schlagzeuger und Big Bandleader im Bereich des Swing und der Populären Musik.
Joe Kayser gehörte zu den frühen Jazz-Bandleadern des Mittleren Westens der USA. Er wuchs in St. Louis auf, wo er seine musikalische Ausbildung erhielt; er zog 1917 nach New York City und spielte als Schlagzeuger in Earl Fullers Orchester im Rector's Restaurant, dem auch Ted Lewis angehörte. Im Ersten Weltkrieg diente er in der US Navy; er spielte in einem kleinen Navy-Ensemble, dem auch der Violinist Jack Benny angehörte. Nach Kriegsende spielte er im Meyer Davis Orchestra, dann gründete er 1921 seine erste fünfköpfige Formation in St. Louis, die er mit wachsendem Erfolg erweiterte. Die Band war dann ständig auf ausgedehnten Tourneen in Form der One-Night-Stands. Kayser verlegte dann den Hauptsitz der Band nach Rockford, schließlich 1924 nach Chicago. In den nächsten fünf Jahren hatte Joe Kayers Orchester ständige Engagements in den Aragon und Trianon Ballrooms. 1929 löste Kayser seine Band auf und wurde musikalischer Direktor und MC bei Diversy Theatre in Chicago. Anschließend hatte er eine ähnliche Position beim Midland Theatre in Kansas City.
1930 kehrte er nach Chicago zurück und hatte (mit neuer Band) Engagements in den Arcadia und Mary Garden Ballrooms. In dieser Zeit spielten in seinem Orchester viele junge Musiker des späteren Chicago-Jazz.  Es trat 1933 und 1934 bei der Weltausstellung  auf, u. a. als Begleitband der Tänzerin Sally Rand; 1936 löste er die Band auf und arbeitete als Künstleragent für den Sender NBC, ab 1943 für MCA, für die er das Büro in Chicago leitete, wo er bis zu seinem Ruhestand 1955 blieb.